# La Laiterie Military Cemetery
La Laiterie Military Cemetery is een Britse militaire begraafplaats met gesneuvelden uit de Eerste Wereldoorlog, gelegen in het Belgische dorp Kemmel, een deelgemeente van Heuvelland. De begraafplaats ligt 1.350 m ten noordoosten van het dorpscentrum. Ze werd ontworpen door Edwin Lutyens met medewerking van George Goldsmith. Het langwerpig terrein is 5.172 m² groot en het wordt onderhouden door de Commonwealth War Graves Commission. Het helt lichtjes af en wordt omgeven met een bakstenen muur. Het Cross of Sacrifice staat centraal en de Stone of Remembrance staat rechts in een uitspringend deel van het terrein.
Er liggen 751 doden begraven waaronder 180 niet geïdentificeerde.

## Geschiedenis
De begraafplaats kreeg haar naam wegens de nabijheid van een melkerij. Ze werd gestart in november 1914 en bleef in gebruik tot oktober 1918. De meeste graven werden gegroepeerd volgens hun regiment zoals de 26th, 25th & 24th Canadian Infantry Battalions en de 5th Northumberland Fusiliers. Tijdens het Duitse lenteoffensief viel op 25 april 1918 de begraafplaats in Duitse handen maar begin september werd ze heroverd. Na de oorlog werd de begraafplaats uitgebreid met slachtoffers uit de slagvelden ten noordoosten van Kemmel.
Nu liggen er 547 Britten (waaronder 169 niet geïdentificeerde), 197 Canadezen (waaronder 7 niet geïdentificeerde) en 7 Australiërs (waaronder 4 niet geïdentificeerde). Voor twee doden werden Special Memorials opgericht omdat hun graven werden vernietigd door artillerievuur en niet meer teruggevonden werden.
De begraafplaats werd in 2009 als monument beschermd.

## Graven
- Goojar Singh was een Sikh die dienstdeed bij 24th Bn Canadian Infantry. Hij sneuvelde op 19 oktober 1915 op 32-jarige leeftijd

### Onderscheiden militairen
- H.E. Dolan, luitenant bij de Royal Air Force werd onderscheiden met het Military Cross (MC).
- W. Chalkley, korporaal bij het Cheshire Regiment werd onderscheiden met de Distinguished Conduct Medal (DCM).
- korporaal H. Scott en kanonnier Wilfred Strode ontvingen de Military Medal (MM).

### Minderjarige militairen
- D. Hayes, korporaal bij de Royal Dublin Fusiliers was slechts 16 jaar toen hij op 31 mei 1917 sneuvelde.
- Stanley C. Lockwood, soldaat bij het East Surrey Regiment was slechts 16 jaar toen hij op 24 maart 1915 sneuvelde.
- de soldaten S. Collins en R.H. Driscoll van de Canadian Infantry en  John H. Ross van het East Yorkshire Regiment waren 17 jaar toen ze sneuvelden.

### Alias
- soldaat Joseph T. Hickey diende onder het alias J.T. Smyth bij de Canadian Infantry.